# Case Broderick

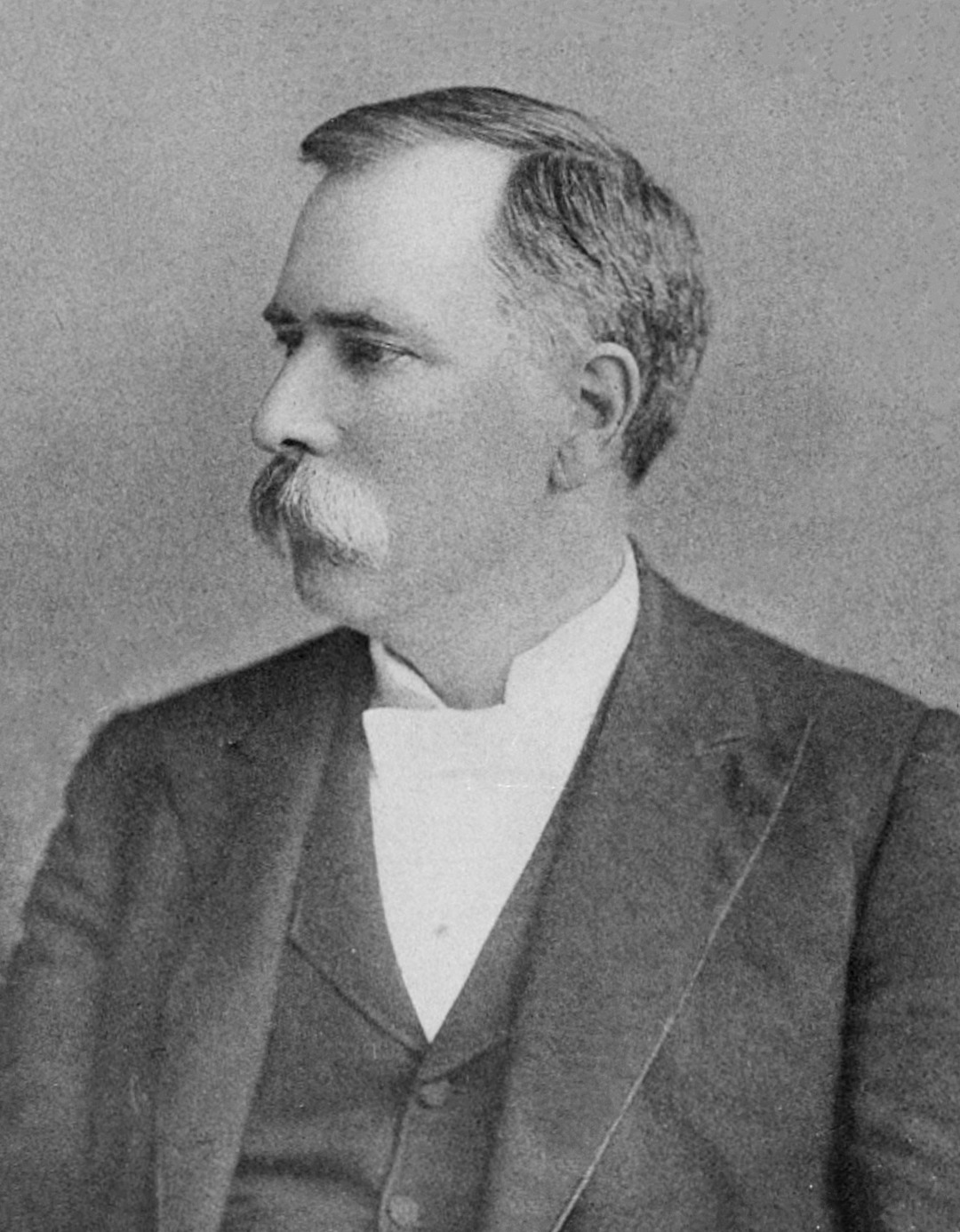
Case Broderick (1899)

Case Broderick (* 23. September 1839 bei Marion, Indiana; † 1. April 1920 in Holton, Kansas) war ein US-amerikanischer Politiker. Zwischen 1891 und 1899 vertrat er den ersten Wahlbezirk des Bundesstaates Kansas im US-Repräsentantenhaus.

## Werdegang
Case Broderick besuchte die öffentlichen Schulen in seiner Heimat. Im Jahr 1858 zog er in das Jackson County im damaligen Kansas-Territorium, wo er in der Landwirtschaft arbeitete. Während des Bürgerkrieges war er von 1862 bis 1865 Soldat der Union in einer Einheit aus Kansas. Nach dem Krieg studierte er Jura, und nach seiner im Jahr 1870 erfolgten Zulassung als Rechtsanwalt begann er in Holton in seinem neuen Beruf zu arbeiten.
Broderick war Mitglied der Republikanischen Partei. Von 1874 bis 1875 amtierte er als Bürgermeister von Holton. Danach war er zwischen 1876 und 1880 Bezirksstaatsanwalt im Jackson County. Zwischen 1880 und 1884 saß Broderick im Senat von Kansas. Im Jahr 1884 wurde er von US-Präsident Chester A. Arthur zum beisitzenden Richter am Obersten Gerichtshof des Idaho-Territoriums in Boise ernannt. Dieses Amt bekleidete Broderick bis 1888, dann kehrte er nach Holton zurück, wo er wieder als Anwalt praktizierte.
1890 wurde Broderick im ersten Distrikt von Kansas in das US-Repräsentantenhaus in Washington, D.C. gewählt, wo er am 4. März 1891 die Nachfolge von Edmund Morrill antrat. Nach drei Wiederwahlen konnte er bis zum 3. März 1899 vier Legislaturperioden im Kongress absolvieren. Im Jahr 1898 wurde er von seiner Partei nicht mehr für eine weitere Amtszeit nominiert. Nach dem Ende seiner Zeit im Kongress arbeitete Broderick zunächst wieder als Anwalt. Später zog er sich aus diesem Beruf zurück und wurde Farmer und Viehzüchter. Er starb am 1. April 1920 in Holton, wo er auch beigesetzt wurde.
Case Broderick war der Cousin von David C. Broderick (1820–1859), der von 1857 bis 1859 den Staat Kalifornien im US-Senat vertrat. Ein anderer Cousin war Andrew Kennedy (1810–1857), der zwischen 1841 und 1847 für Indiana dem US-Repräsentantenhaus angehörte.